# Hyalaethea solomonis
Hyalaethea solomonis là một loài bướm đêm thuộc phân họ Arctiinae, họ Erebidae.